# Église Sainte-Croix de Nantes
Pour les articles homonymes, voir Église Sainte-Croix.
L’église Sainte-Croix est une église de Nantes construite au XVIIe siècle dans le style de Renaissance, avec un chœur encore gothique, puis modifiée au XIXe siècle. L'édifice se trouve dans le quartier du Bouffay dont elle est l'église paroissiale depuis 1138.
Le registre paroissial porte, à la date du 8 février 1828, la transcription de l’acte de naissance et de baptême de Jules Verne.
Le côté sud de l'église est longé par le passage Sainte-Croix.

## Histoire

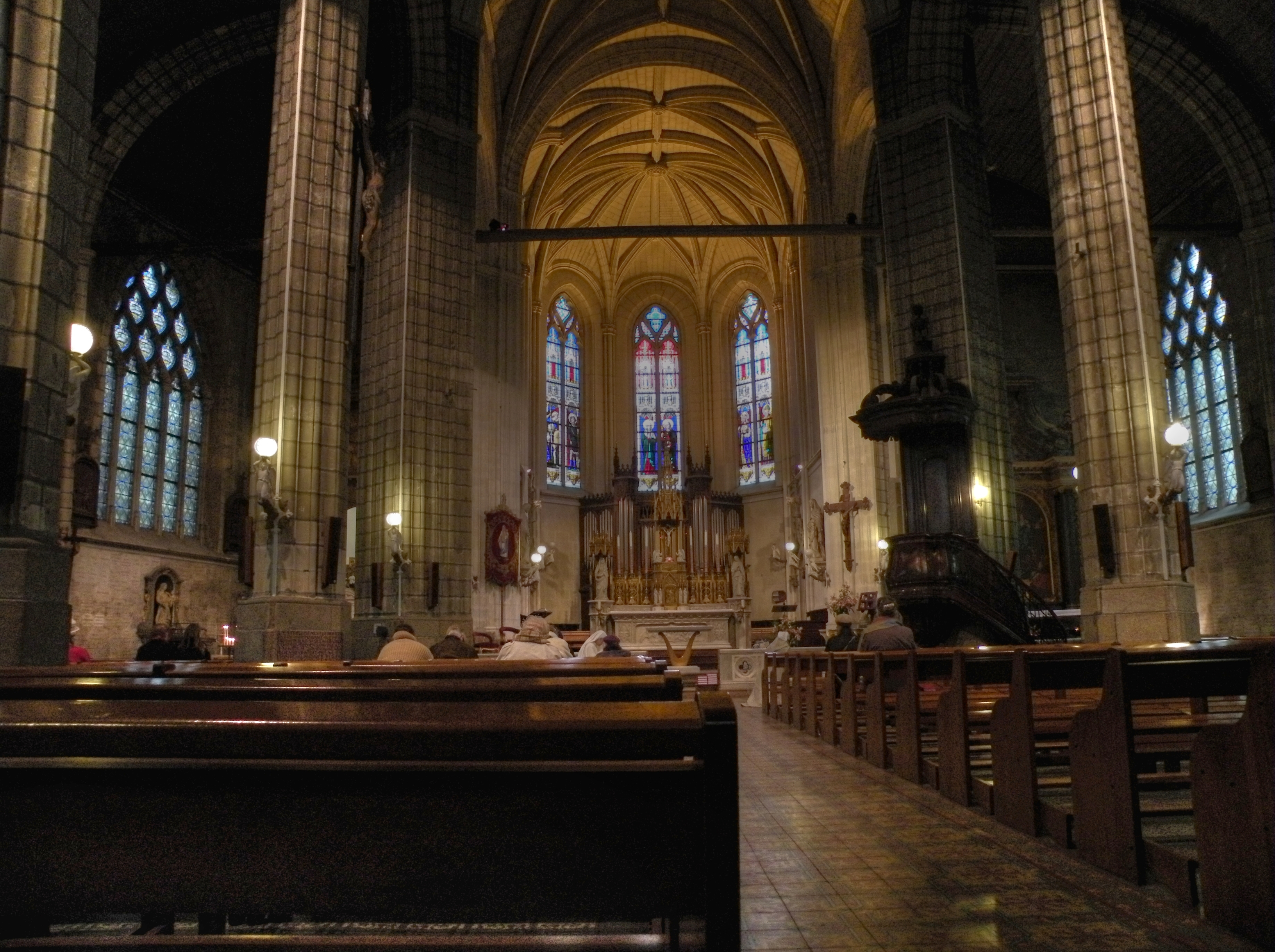
Vue de la nef au chœur.

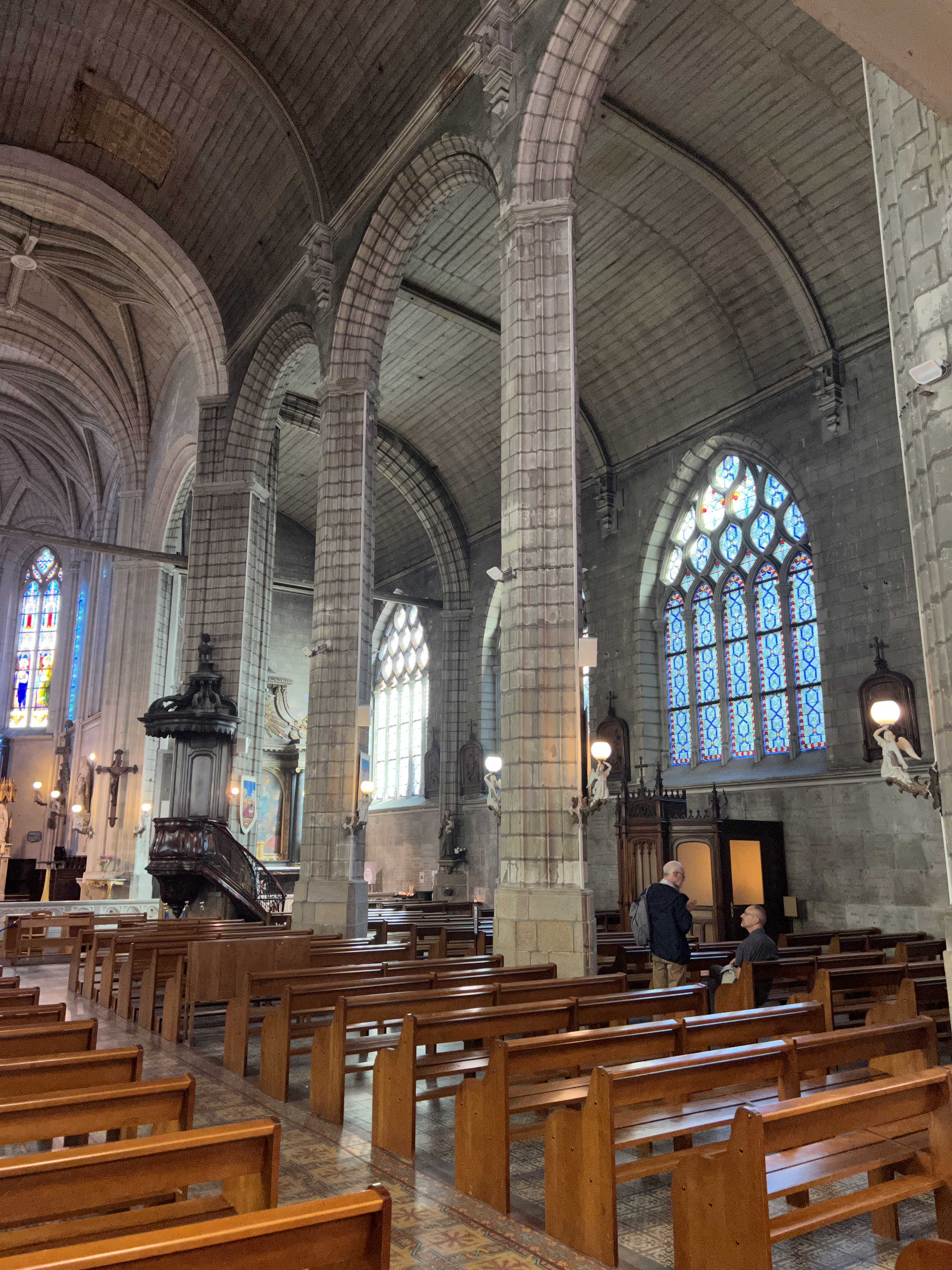
Nef pseudo-basilicale à plafonds lambrissés sur arcades à plein-cintre, chœur à voûtes d'ogives, fenêtres avec des arcs brisés et traceries.

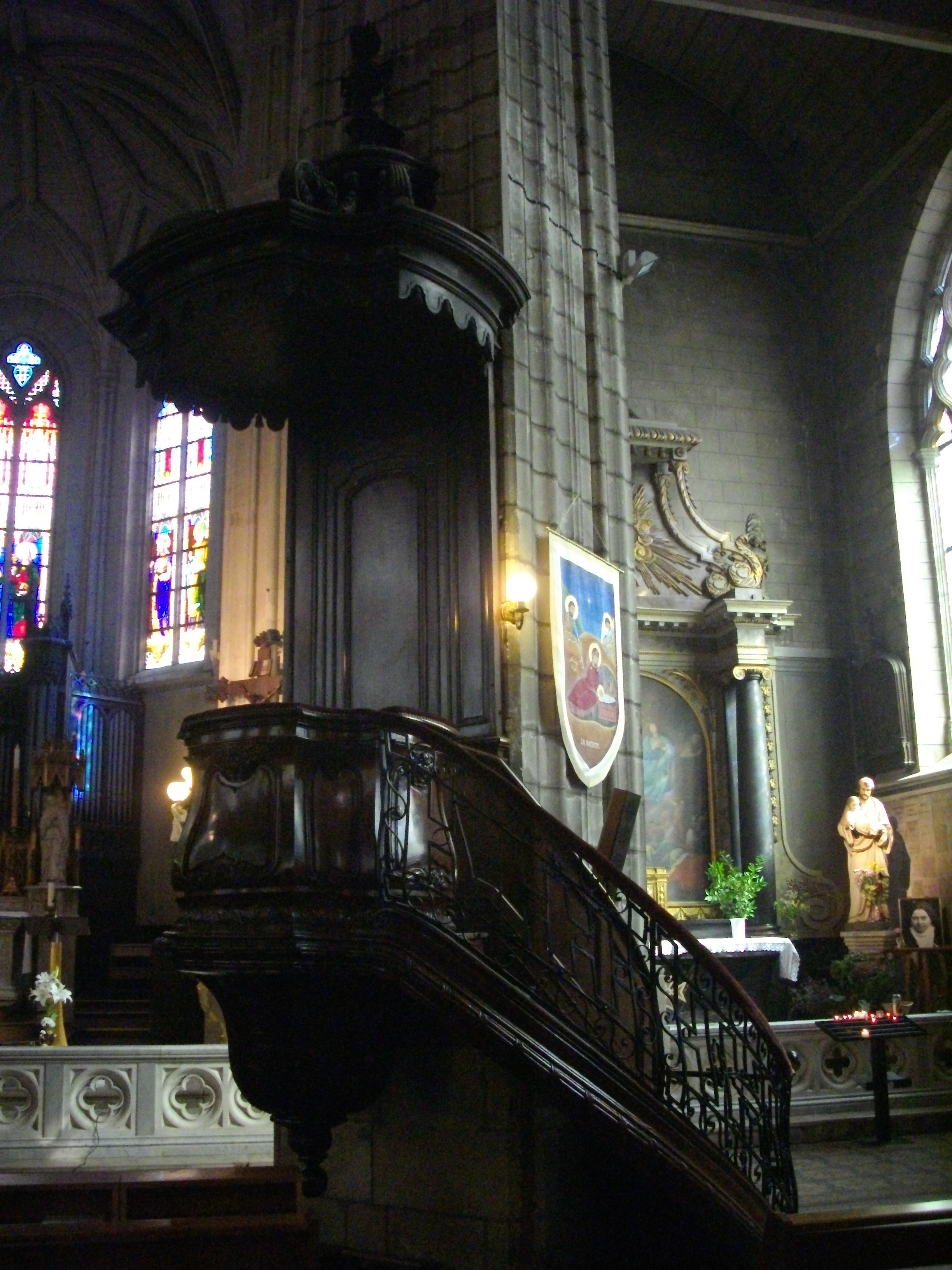
Chaire de l'église.

L'origine de l'édifice est incertaine, mais dès le XIe siècle les bénédictins de Marmoutier (Tours) possédaient un prieuré dont la chapelle Saint-Martin était située à l'emplacement actuel du chœur de l'église. Puis l'édifice fit office de chapelle pour le château du Bouffay qui lui était mitoyen. Une église aurait été bâtie du temps de Geoffroi Pantin, évêque de Nantes de 1198 à 1213.
La construction proprement dite de l'église actuelle commence au XVIIe siècle. De 1669 à 1685, la nef est construite dans le style ogival flamboyant. Le chevet était alors constitué de trois autels adossés à un mur plat. La façade, donnant sur la place Sainte-Croix, est ornée dans le plus pur style classique, avec colonnes et fronton à l'antique. En 1839, l'architecte Théodore Nau réalise le chœur dans le style flamboyant, comme la nef.
Pendant la Terreur, l'église est utilisée comme prison. En avril 1794, alors que des prisonniers y sont toujours incarcérés, l’agent national du district écrit que l’église de Sainte-Croix est « tellement infectée que personne n’osait y rentrer ». Jean-Baptiste Carrier y tint des discours du haut de la chaire.
En 1860, l'architecte Henri-Théodore Driollet surmonte la façade d'un campanile et de l'ancien beffroi de la ville. Cette construction mixte résulte d'un compromis entre la ville de Nantes et la paroisse. Le beffroi coiffait initialement la « Tour du Bouffay », de forme polygonale, édifiée en 1664 et détruite en 1848, située à l'intersection des rues du Bouffay et Belle-Image, elle-même unique vestige de l'ancien château du Bouffay.  
Désormais, l'ensemble est constitué de l'horloge de l'ancien beffroi surmonté d'une lanterne qui abrite la cloche, baptisée « la Bouffay » fondue en 1663 et qui pèse 8 096 kg. La lanterne est décorée d'une ronde allégorique d’anges sonnant de la trompette.

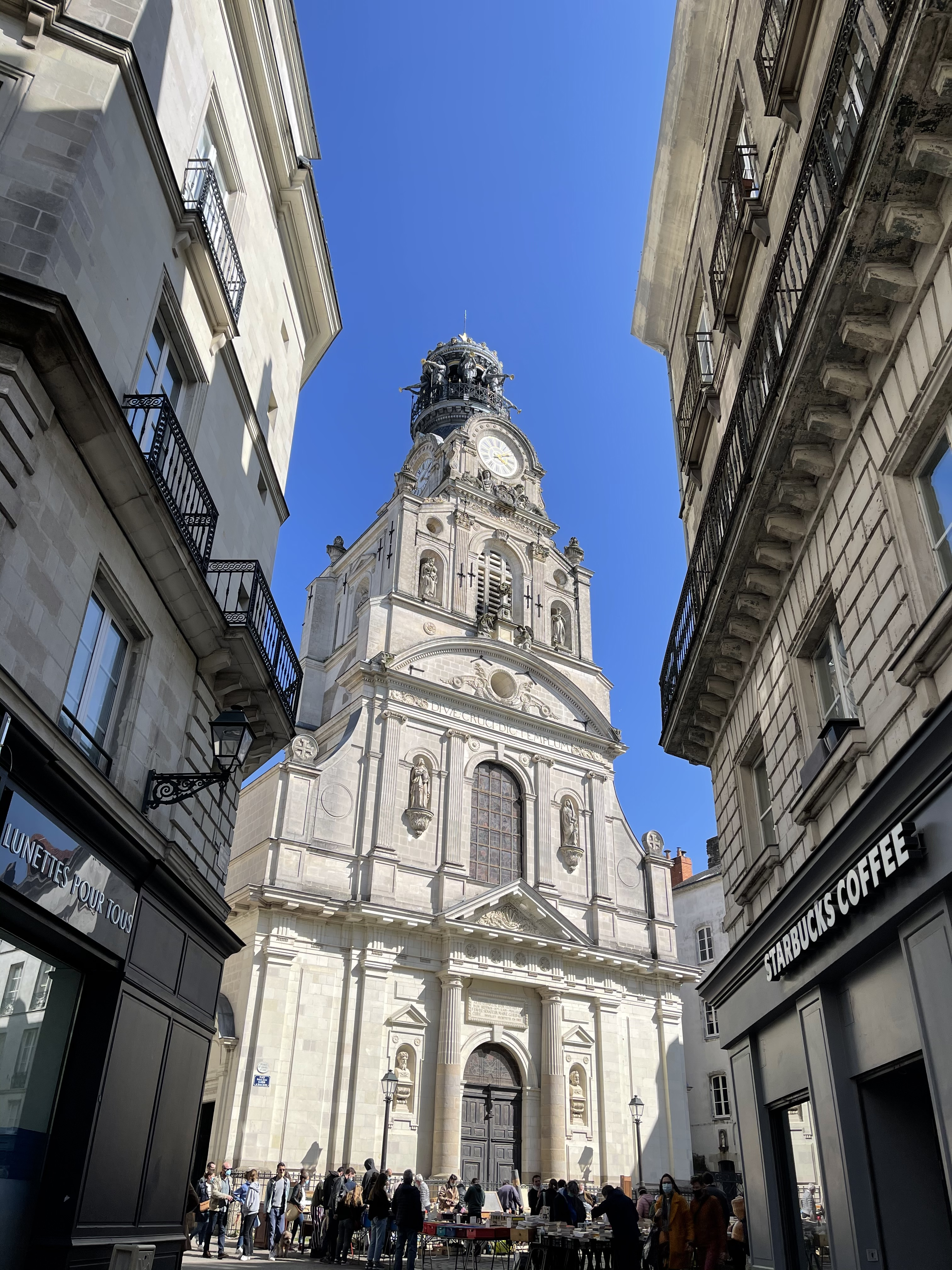
L'église Sainte-Croix vue depuis la rue de La Marne.
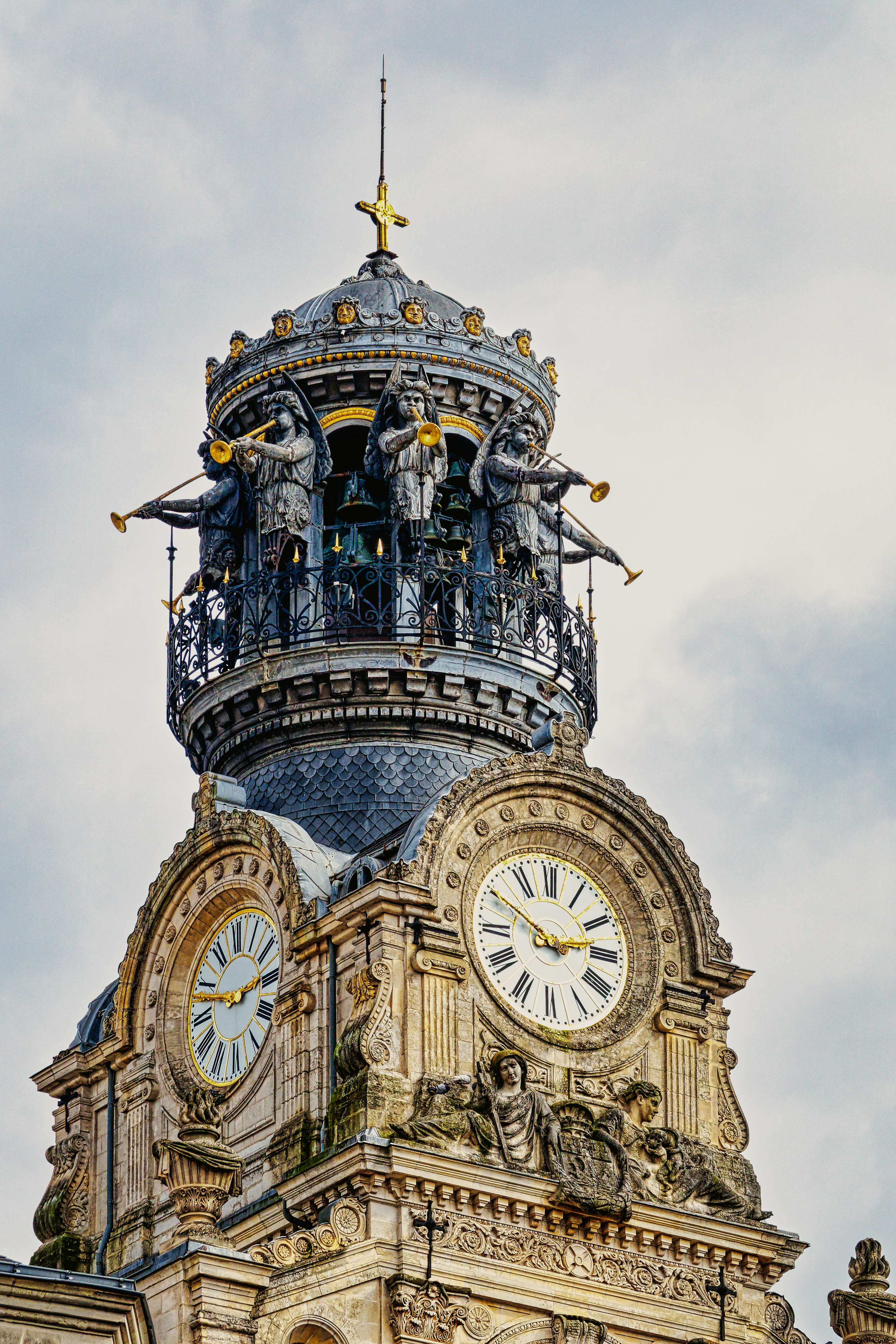
L'horloge et les anges du beffroi.

### Décoration intérieure
L'autel de la nef de droite est le seul autel subsistant du XVIIe siècle. La chaire, de style Louis XV, est en acajou massif et sa rampe en fer forgé est classée monument historique. Les stalles datent du XVIIIe siècle. Le maître-autel, en marbre blanc et bois doré, est l’œuvre du sculpteur Thomas Louis. Il fut consacré 1er septembre 1844. La sainte-table, en marbre blanc, est datée de 1903.
L'orgue initial, daté de 1853 fut restauré et modifié plusieurs fois depuis, la dernière intervention datant de 1979.
Les vitraux du chœur furent détruits lors du bombardement du 16 septembre 1943 et refaits en 1947. Le vitrail de la tribune, daté de 1872, qui représente le triomphe de la Croix, fut gravement endommagé par une averse de grêle le 18 juillet 1983.

### Notre-Dame de Bon-Secours

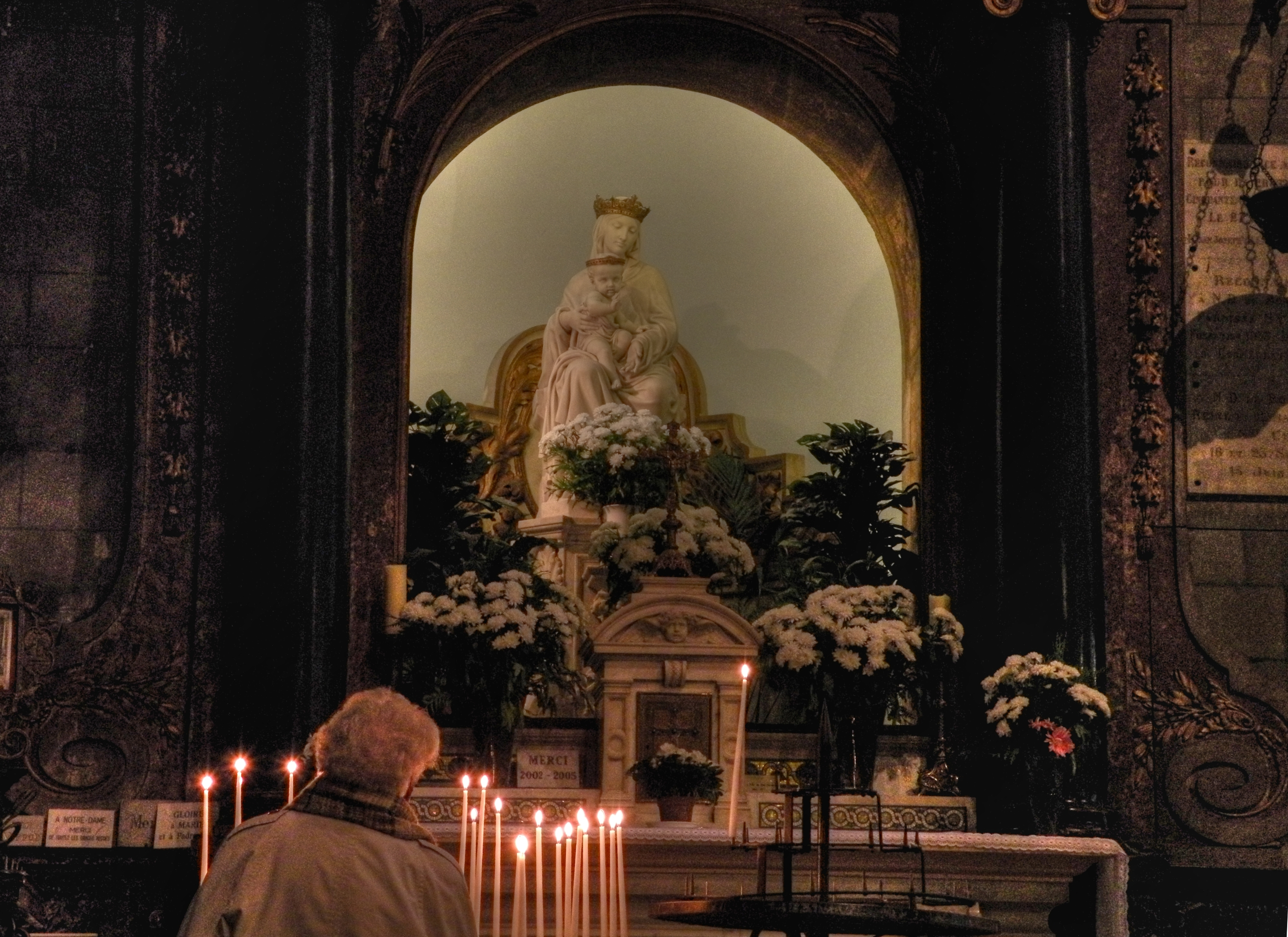
Statue de Notre-Dame de Bon-Secours.

Dans ce sanctuaire, on invoque Notre-Dame du Bon Secours, vénérée à Nantes depuis le XVe siècle dans l'île de la Saulzaie (partie orientale de l'Île Feydeau).
Une chapelle lui était dédiée à l'angle du quai Turenne et de la rue Bon-Secours. Lors de sa destruction en 1793, la statue de la Vierge fut sauvée par des paroissiens qui la conservèrent dans leur famille jusqu'en 1920, date à laquelle elle fut restituée à la paroisse. Mise à l'abri dans la crypte de la cathédrale de Nantes pendant la Seconde Guerre mondiale, la statue fut cependant endommagée par les bombardements alliés du 15 juin 1944. Restaurée en 1945, elle orne désormais la niche située à gauche de l'autel de Notre-Dame de Bon-Secours. Celui-ci abrite depuis 1903 une statue exécutée en 1864 par le sculpteur Émilien Cabuchet.
Après la Révolution française, le pèlerinage à Notre-Dame de Bon-Secours reprit dès le début du XIXe siècle. Les très nombreux ex-votos qui tapissent les murs de l'église témoignent de la vénération dont la vierge y bénéficie.

### L'autel Saint-Joseph

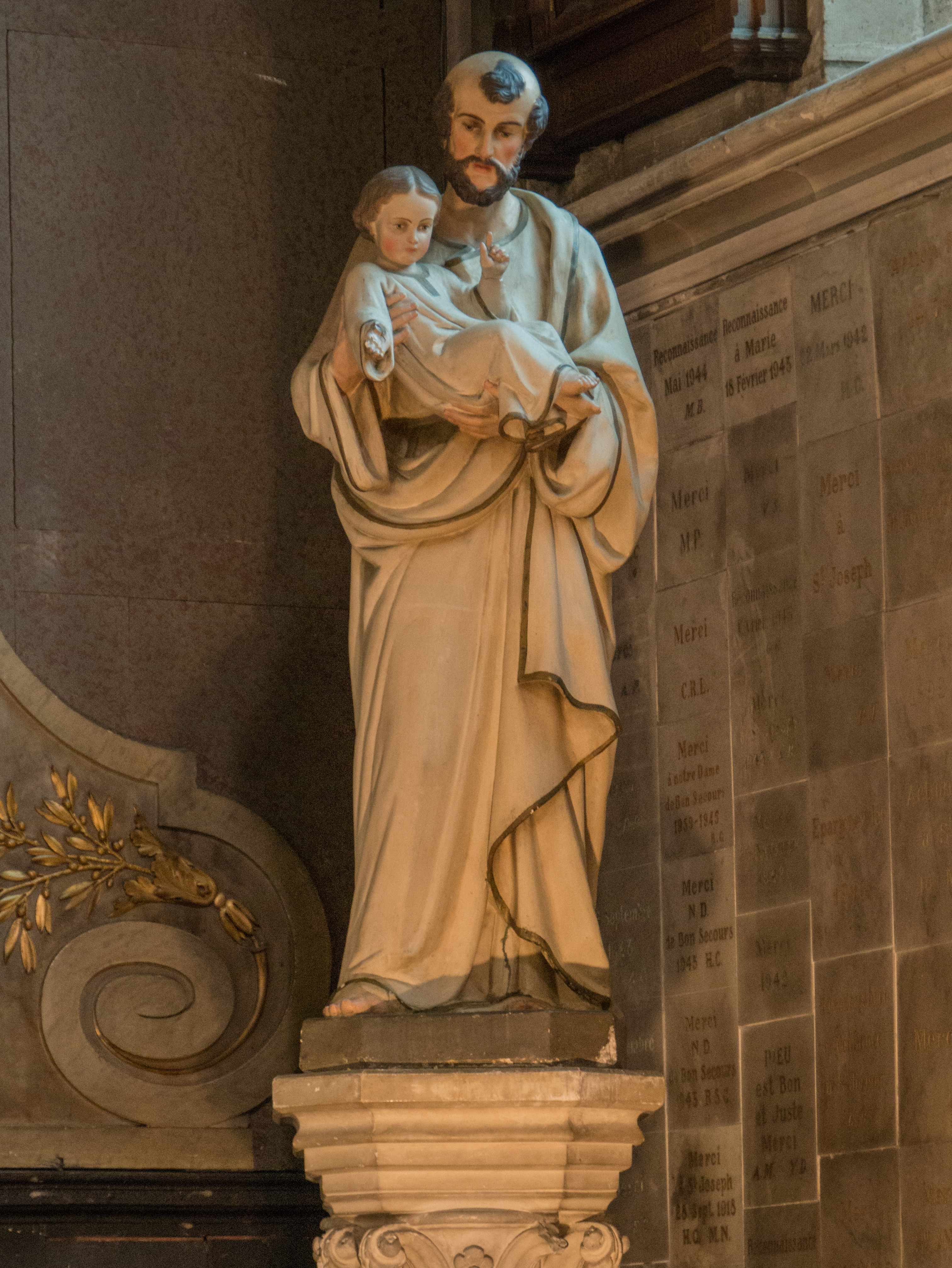
Statue de Saint Joseph.

La nef latérale sud de l'église fait face à un autel du XVIIe siècle. À droite de l'autel se trouve une statue de Saint Joseph.

## La congrégation de la Fraternité bénédictine apostolique
L'église est le siège de la congrégation de la Fraternité bénédictine apostolique. Les religieuses logent dans l'ancien prieuré Sainte-Croix près de l'église, au 6 rue Belle-Image. De manière plus générale, l'église Sainte-Croix dépend de la Paroisse Notre-Dame de Nantes.  En mars 2023, les religieuses prennent la décision de quitter cet endroit, pour des raisons liées à l'insécurité,.

## Liste des curés
- François Maisonneuve